# San Sebastián del Álamo
San Sebastián del Álamo es una localidad situada dentro del municipio de Encarnación de Díaz en el estado mexicano de Jalisco. En el año 2020 había alrededor de 2,017 habitantes en dicha localidad. 

## Demografía
En San Sebastián del Álamo hay un total de 393 hogares.
De estos 385 viviendas, 18 tienen piso de tierra y unos 1 consisten de una sola habitación.
363 de todas las viviendas tienen instalaciones sanitarias, 377 son conectadas al servicio público, 371 tienen acceso a la luz eléctrica.
La estructura económica permite a 25 viviendas tener una computadora, a 295 tener una lavadora y 363 tienen una televisisón.

## Educación
Aparte de que hay 151 analfabetos de 15 y más años, 41 de los jóvenes entre 6 y 14 años no asisten a la escuela.
De la población a partir de los 15 años 167 no tienen ninguna escolaridad, 723 tienen una escolaridad incompleta. 126 tienen una escolaridad básica y 72 cuentan con una educación post-bósica.Un total de 58 de la generación de jóvenes entre 15 y 24 años de edad han asistido a la escuela, la mediana escolaridad entre la población es de 5 años.

## Habitantes indígenas
7 personas en San Sebastián del Álamo viven en hogares indígenas. Un idioma indígeno hablan de los habitantes de más de 5 años de edad 3 personas. El número de los que solo hablan un idioma indígena pero no hablan mexicano es 0, los de cuales hablan también mexicano es 3.